# إدوارد ويتمور
إدوارد ويتمور (بالإنجليزية: Edward Whittemore)‏ (26 مايو 1933، مانشستر في الولايات المتحدة - 3 أغسطس 1995، نيويورك في الولايات المتحدة)؛ كاتب، ضابط وروائي أمريكي. درس في جامعة ييل.